# Amedeo Modigliani

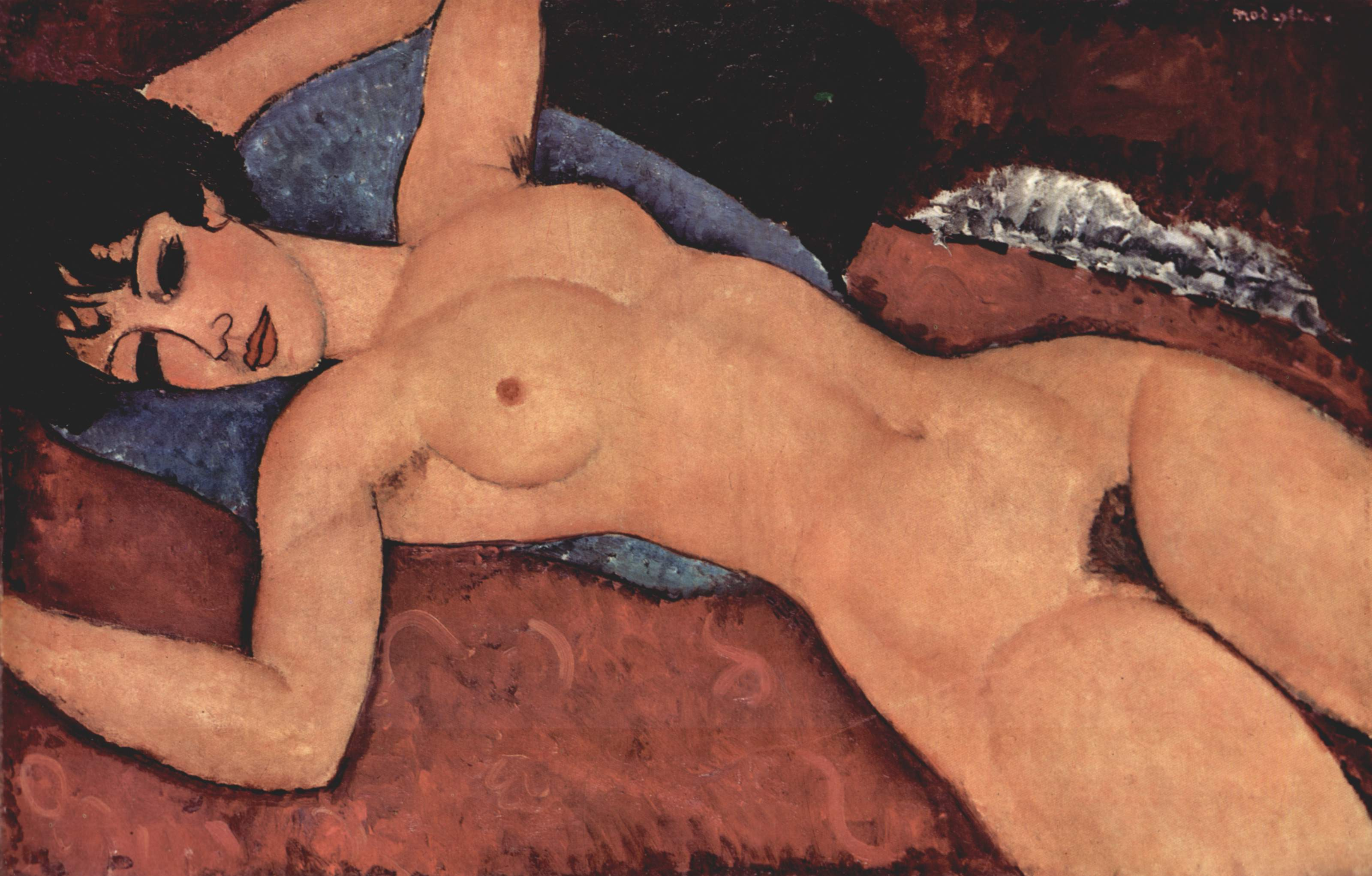
Nu reclinat, 1917

Amedeo Clemente Modigliani (Livorno, 12 de juliol de 1884 – París, 24 de gener de 1920) va ser un pintor i escultor italià que va desenvolupar la major part de la seva carrera a França. Va nàixer a Livorno, i va començar els seus estudis artístics a Itàlia abans de traslladar-se a París l'any 1906. Influït per molts artistes del seu cercle d'amistats, pertanyents a un gran ventall de gèneres diferents, així com per l'art primitiu, això no obstant va reeixir a realitzar una obra completament original. Va morir a París de meningitis tuberculosa —agreujada per una vida d'excessos—a l'edat de 35 anys.

## Primers anys
Modigliani va nàixer en el si d'una família jueva sefardita de Livorno, Itàlia. Livorno era una ciutat relativament nova, per als estàndards italians, a les darreries del segle xix. La ciutat, en la costa de la mar Tirrena, data al voltant de 1600, quan un pantanós llogaret va ser transformat en un port de mar. El Livorno que Modigliani va conèixer era un animat centre de comerç especialitzat en el transport de mercaderies per mar i en la construcció i reparació de naus, però la seua principal característica cultural consistia en el fet que havia esdevingut un refugi per a les minories religioses perseguides. El seu rebesavi matern fou un tal Solomon Garsin, un jueu emigrat a Livorno en el segle xviii com a refugiat religiós.
Modigliani fou el quart fill de Flaminio Modigliani i de la seua esposa, Eugenia Garsin. Son pare es dedicava al negoci del canvi de moneda, però quan el negoci va fer fallida, la família es va quedar en la pobresa. De fet, el naixement d'Amedeo va salvar la família de l'absoluta ruïna, perquè, d'acord amb una antiga llei, els creditors no podien embargar el llit d'una dona embarassada o alletant un fill. Quan els agutzils van entrar a la casa familiar, just en el moment en què havia començat el part, la família va poder protegir les seues més valuoses pertinences posant-les en el llit, damunt de la mare embarassada.
Modigliani tenia una particularment estreta relació amb sa mare, la qual li va fer de mestra a casa fins que ell va complir deu anys. Atacat per problemes de salut després d'un brot de febre tifoide als catorze anys, dos anys després va contraure la tuberculosi, que hauria d'afectar-lo la resta de la seua vida. Per a ajudar-lo a recuperar-se de les nombroses malalties de la infantesa, la mare el va enviar a Nàpols, on el clima càlid podia ser beneficiós per a la convalescència.
Sa mare va ser, en molts sentits, qui va provocar la vocació artística de Modigliani. Quan ell tenia 11 anys, sa mare va anotar en el seu diari que:
| « | El caràcter de l'infant està encara tan indeterminat que no sé expressar què en pense. Es comporta com un nen limitat, però no li falta intel·ligència. Haurem d'esperar i veure què hi ha dins d'aquesta crisàlida. Potser un artista? | » |

## Els anys d'estudiant
Modigliani va començar a dibuixar i a pintar des de molt curta edat, i ell mateix se sentia "ja un pintor", segons va escriure sa mare, fins i tot abans de començar els estudis formals. Malgrat les prevencions de la mare sobre el fet que iniciar estudis d'art podia interferir en la marxa dels estudis "corrents", va consentir-hi atesa la passió que el jove Modigliani sentia per la pintura.
Als catorze anys, mentre estava malalt de febre tifoïdal, va imaginar-se en el seu deliri que volia, per damunt de qualsevol altra cosa, veure les pintures del Palazzo Pitti i dels Uffizi a Florència. Com el museu local de Livorno no contenia més que una petita i dispersa col·lecció de mestres italians del Renaixement, les històries que havia sentit sobre les grans obres que tenia Florència l'havien captivat, i era una font de considerable desesperació per a ell, en el seu estat malaltís, que no poguera mai tenir l'oportunitat de veure-les en persona. Sa mare li va prometre que el portaria a Florència, al punt que s'haguera guarit. No sols va complir la seua promesa, sinó que també va aconseguir posar el seu fill sota la tutela del millor pintor del moment a Livorno, Guglielmo Micheli.

### Micheli i els Macchiaioli

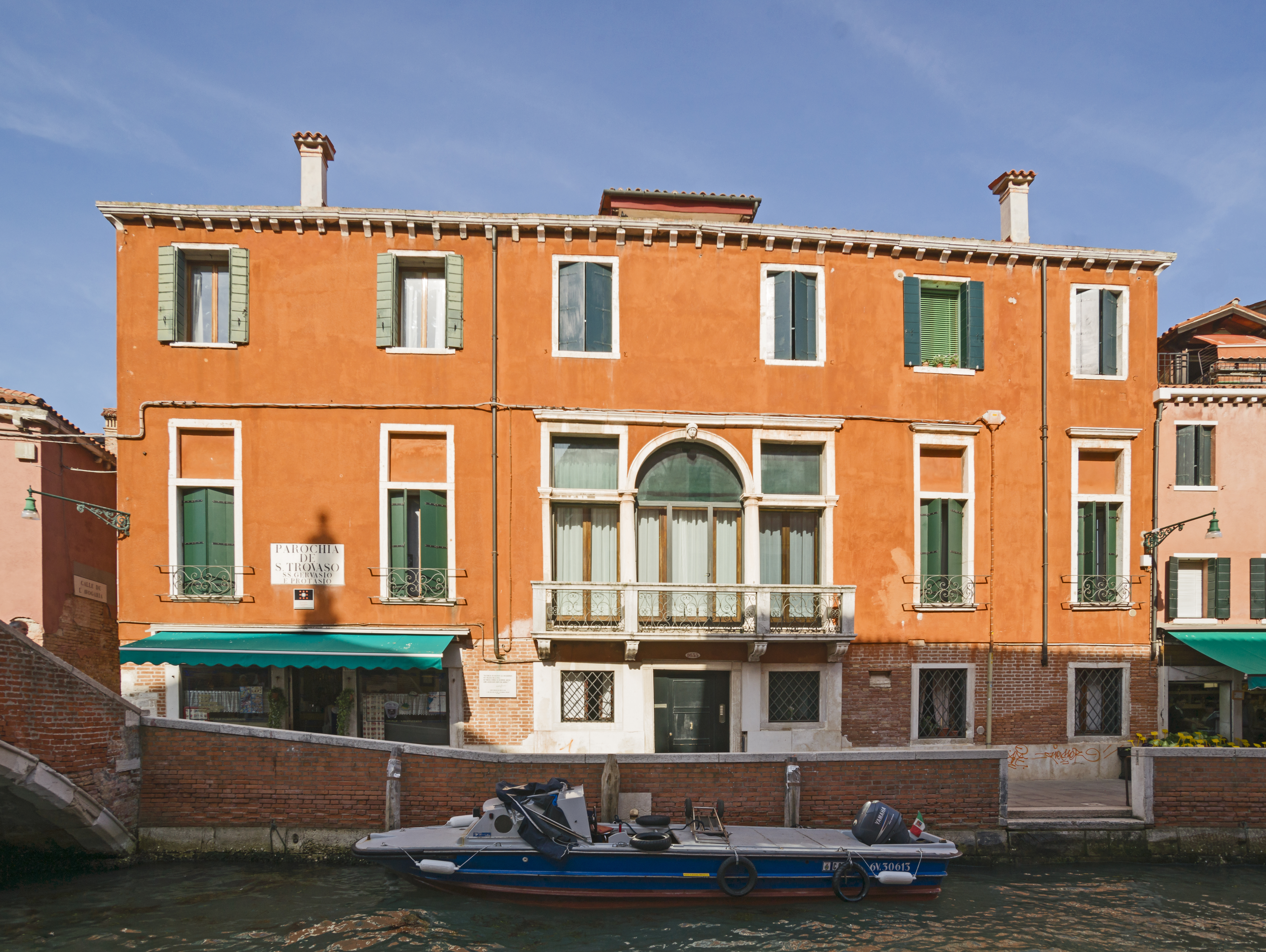
La seva casa a Venècia

Modigliani va treballar a l'estudi de Micheli del 1898 al 1900. Aquí va tenir lloc el seu primer aprenentatge artístic formal en un entorn profundament imbuït de l'estudi d'estils i temes de l'art italià del segle xix. En la seva primera obra parisenca, encara es poden veure traces d'aquesta influència, a més de la dels seus estudis d'art renaixentista: figuren en aquesta obra naixent la d'artistes com Boldini i Toulouse-Lautrec.
Modigliani va mostrar grans dots mentre va romandre amb Micheli, i només va interrompre els seus estudis quan va veure's forçat, en contraure la tuberculosi.
L'any 1901, a Roma, Modigliani va admirar l'obra de Domenico Morelli, un pintor d'estudis i escenes melodramàtiques basades en la Bíblia o en la gran literatura. És irònic que l'impressionara tant l'obra de Morelli, ja que aquest pintor havia inspirat un grup d'artistes contraris, que van rebre el nom de Macchiaioli (de macchia, 'pinzellada de color', o, més despectivament, 'taca'), i que Modigliani havia estat sota la influència dels Macchiaioli. Aquest moviment, menor i localitzat, va reaccionar contra l'estil burgès dels pintors acadèmics, com Morelli. Tot i que el seu pensament va estar connectat amb l'impressionisme francès (en realitat els Macchiaioli van ser anteriors), no van tenir el mateix impacte en la cultura artística internacional que els seguidors de Monet, i actualment són desconeguts fora de les fronteres italianes.
La connexió de Modigliani amb el moviment es va produir a través del seu primer mestre, Micheli. Aquest no sols era un Macchiaioli, sinó que també havia estat pupil del famós Giovanni Fattori, un dels fundadors del moviment. L'obra de Micheli, això no obstant, va esdevenir tan convencional en els temes i en l'estil, que el jove Modigliani va reaccionar en contra seua, preferint ignorar l'obsessió amb el paisatge, que com en l'impressionisme francès, caracteritzava el moviment. El mateix Micheli intentava encoratjar els seus alumnes a pintar "a l'aire lliure", però Modigliani mai no va desenvolupar el gust per aquesta mena de treball, a còpia de fer esbossos pels cafès, estimant-se més pintar en l'interior, i especialment en el seu estudi. Fins i tot quan va haver de pintar paisatges (hom sap que existeixen), Modigliani va triar una paleta protocubista més afí a Cézanne que als Macchiaioli.
Amb Micheli, Modigliani no sols va estudiar el paisatge, sinó també el retrat, la natura morta i el nu. Els seus companys deien que era en el nu on Modigliani feia més palés el seu gran talent, però sembla que aquest no era només un objectiu acadèmic: quan no pintava nus, s'ocupava de seduir la donzella de la casa.
Malgrat el rebuig de l'ideari dels Macchiaioli, Modigliani sempre va mostrar-se agraït amb el seu mestre, que es referia a Modigliani com "superhome", un malnom afectuós que reflectia el fet que Modigliani no sols era poc addicte a l'art del seu mestre, sinó també perquè li agradava fer cites d'Així parlà Zaratustra, de Nietzsche. El mateix Fattori visitava sovint l'estudi, i va aprovar les innovacions del jove artista.
L'any 1902, Modigliani, coherent amb la seua passió de tota la vida pel dibuix, es va matricular en l'Accademia di Belle Arti (Scuola Libera di Nudo, o "Escola Lliure de Nus") a Florència. Un any després, mentre encara patia tuberculosi, es va traslladar a Venècia, on es va matricular a l'Istituto di Belle Arti.
Va ser a Venècia on per primera vegada va fumar haixix i, en lloc d'estudiar, va començar a passar temps freqüentant part de la ciutat de mala reputació. L'impacte d'aquest nou estil de vida en el seu desenvolupament artístic està obert a la conjectura, tot i que sembla que es va tractar d'alguna cosa més que una simple rebel·lió juvenil, o del tòpic hedonisme de la bohèmia que calia esperar dels artistes de l'època; la seua recerca del costat fosc de la vida sembla tenir les seues arrels en la seua estima per les filosofies radicals, com ara la de Friedrich Nietzsche.

### Primeres influències literàries
Havent fet lectures de literatura filosòfica quan era un infant, sota la tutela d'Isaco Garsin, el seu avi matern, va continuar llegint Nietzsche, Baudelaire, Carduzzi, comte de Lautréamont i d'altres, i traslladant la seua influència als seus estudis d'art, alhora que desenvolupava la creença que l'únic camí vers la vertadera creativitat es trobava en el desafiament i el desordre.
Les cartes que va escriure durant el període "sabàtic" que va passar a Capri l'any 1901 indiquen clarament que es trobava cada vegada més influït pel pensament de Nietzsche. En aquestes cartes aconsellava al seu amic Oscar Ghiglia,
| « | (considera sagrat tot allò) que puga exaltar i excitar la teua intel·ligència... (i) ... intenta provocar ... i perpetuar ... aquests fèrtils estímuls, perquè poden empènyer la teua intel·ligència fins al seu màxim poder creatiu. | » |

L'obra de Lautréamont va ser també igualment influent en aquesta època. Les Chants de Maldoror, d'aquest poeta maleït, esdevingué la llavor dels surrealistes parisencs contemporanis de Modigliani i també va ser la seua obra favorita, fins al punt que la va aprendre de memòria. La poesia de Lautréamont es caracteritza per la juxtaposició d'elements fantàstics i d'imatges sàdiques; el fet que Modigliani se sentira tan copsat per aquest text en la seua adolescència dona una bona indicació del desenvolupament dels seus gustos. Baudelaire i D'Annunzio també van colpir el jove artista, amb el seu interès per la bellesa corrupta i la seua expressió mitjançant la imatgeria simbolista.
Modigliani va escriure molt a Ghiglia des de Capri, on sa mare l'havia portat perquè es recuperara de la tuberculosi. Aquestes cartes són una caixa de ressonància de les idees que estaven fermentant en la ment de Modigliani. Ghiglia era set anys major que Modigliani, i sembla que va ser qui va mostrar-li de jove els límits dels seus horitzons a Livorno. Com tots els adolescents precoços, Modigliani s'estimava més la companyia de companys majors, i el paper de Ghiglia en la seua adolescència fou el de ser un confident comprensiu, principalment a través de les complicades cartes que Modigliani li enviava regularment, i que encara es conserven:
| « | Benvolgut amic: Escric per vessar-me sobre tu i per afirmar-me a mi mateix. Sóc l'objectiu de grans poders que emergeixen i després es desintegren... Un burgès m'ha dit avui -m'ha insultat- que jo o almenys el meu cervell era peresós. Em va agradar. Hauria de tenir en compte aquesta advertència cada matí en despertar-me: però ells no poden comprendre'ns ni poden comprendre la vida. | » |

## París

### Arribada
L'any 1906 Modigliani va traslladar-se a París, llavors el punt focal de l'avantguarda. De fet, la seua arribada a l'epicentre de l'experimentació artística va coincidir amb l'arribada de dos altres estrangers que haurien de deixar la seua empremta en el món de l'art: Gino Severini i Juan Gris.

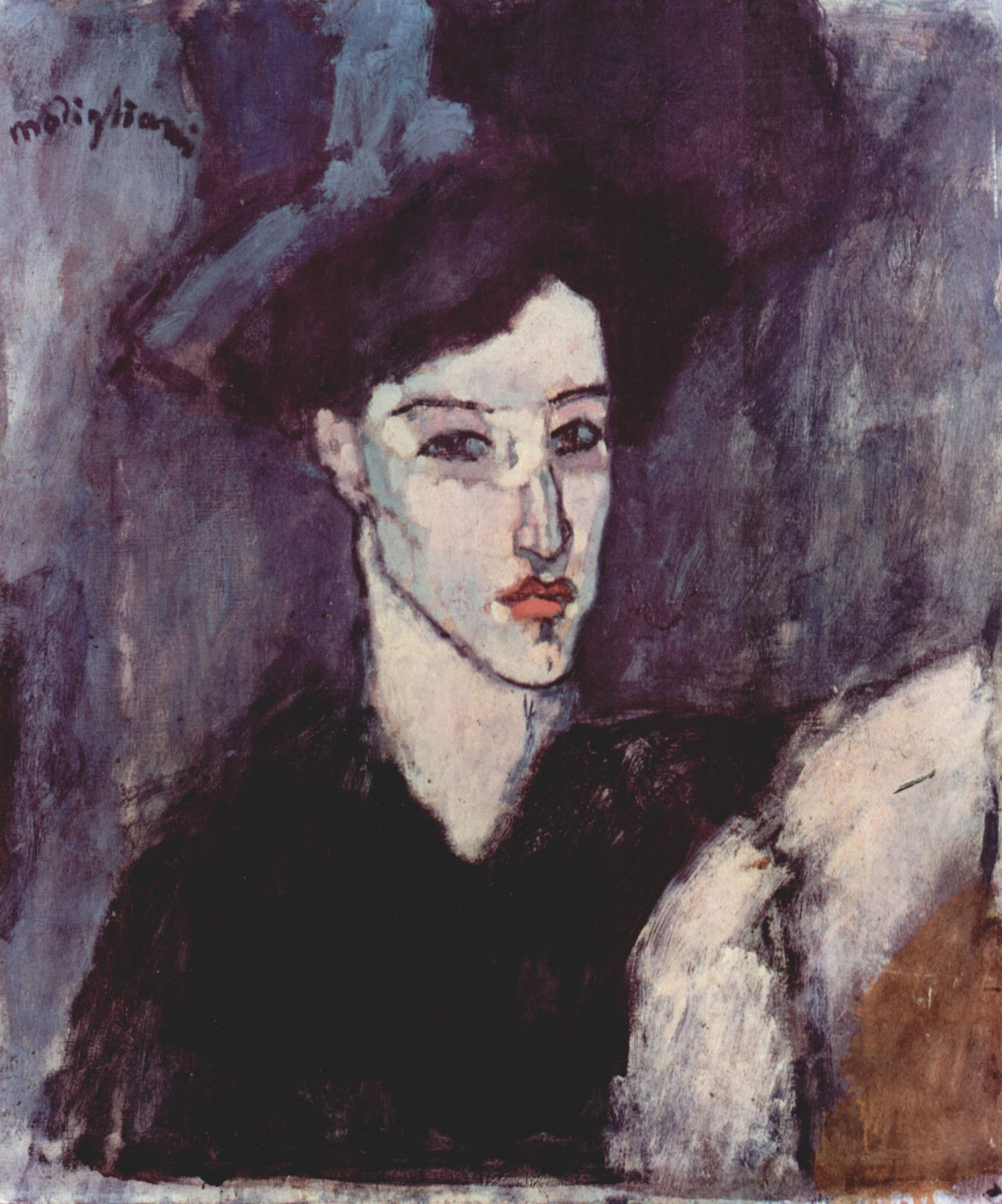
La jueva, 1908

Va establir-se a Le Bateau-Lavoir, una comuna d'artistes pobres a Montmartre; es llogà un estudi a la Rue Caulaincourt. A més, aquest barri d'artistes, Montmartre, es caracteritzava per la pobresa generalitzada, Modigliani es va presentar -almenys inicialment- com hom podria esperar del fill d'una família que intentava mantenir les aparences de la seua situació econòmica perduda: la seua roba era correcta, sense ostentació, i l'estudi que va llogar va ser arranjat en un estil apropiat per a una persona amb bon gust, amb entapissats elegants i reproduccions d'obres del Renaixement. Immediatament va esforçar-se per assumir l'aparença d'un artista bohemi, però, ni tan sols amb els seus pantalons de cotó marrons, mocador escarlata i gran barret negre, deixava de semblar com si estiguera de visita.
Al principi, escrivia a sa mare regularment, feia els seus esbossos de nus a l'escola Colarossi i bevia vi amb moderació. Aleshores era considerat per aquells que el van conèixer com reservat, ratllant en la conducta asocial. Se sap que va comentar, després de conèixer Picasso, que anava vestit amb la seua característica roba d'operari, que tot i que va reconèixer en ell un geni, això no l'excusava de la seua estrafolària aparença.

### Transformació
A l'any d'arribar a París, això no obstant, el seu capteniment i la seua reputació havien canviat completament. Es va transformar, d'un elegant pintor acadèmic, en una mena de príncep dels vagabunds.
El poeta i periodista Louis Latourette, que havia visitat el prèviament ben arranjat estudi de l'artista, després de la seua transformació va descobrir que era com si pel lloc haguera passat una ventada, amb les reproduccions renaixentistes arraconades i les luxoses teles en desordre. Modigliani ja era un alcohòlic i un drogaaddicte en aquesta època, i el seu estudi ho reflectia. El seu capteniment per aquesta època dona alguna llum sobre el seu desenvolupament com a artista, transformant el seu estudi en un altar de sacrifici, on vessar tot el seu ressentiment contra l'art acadèmic que havia marcat la seua vida i tot el seu període de formació fins al moment.
No sols va treure tota la decoració de la seua herència burgesa del seu estudi, sinó que també va destruir pràcticament totes les seues obres primerenques. Va explicar aquest seguit extraordinari d'accions al seu sorprès veïnat així:
| « | Bibelots infantívols, fets quan jo era un brut burgès. | » |

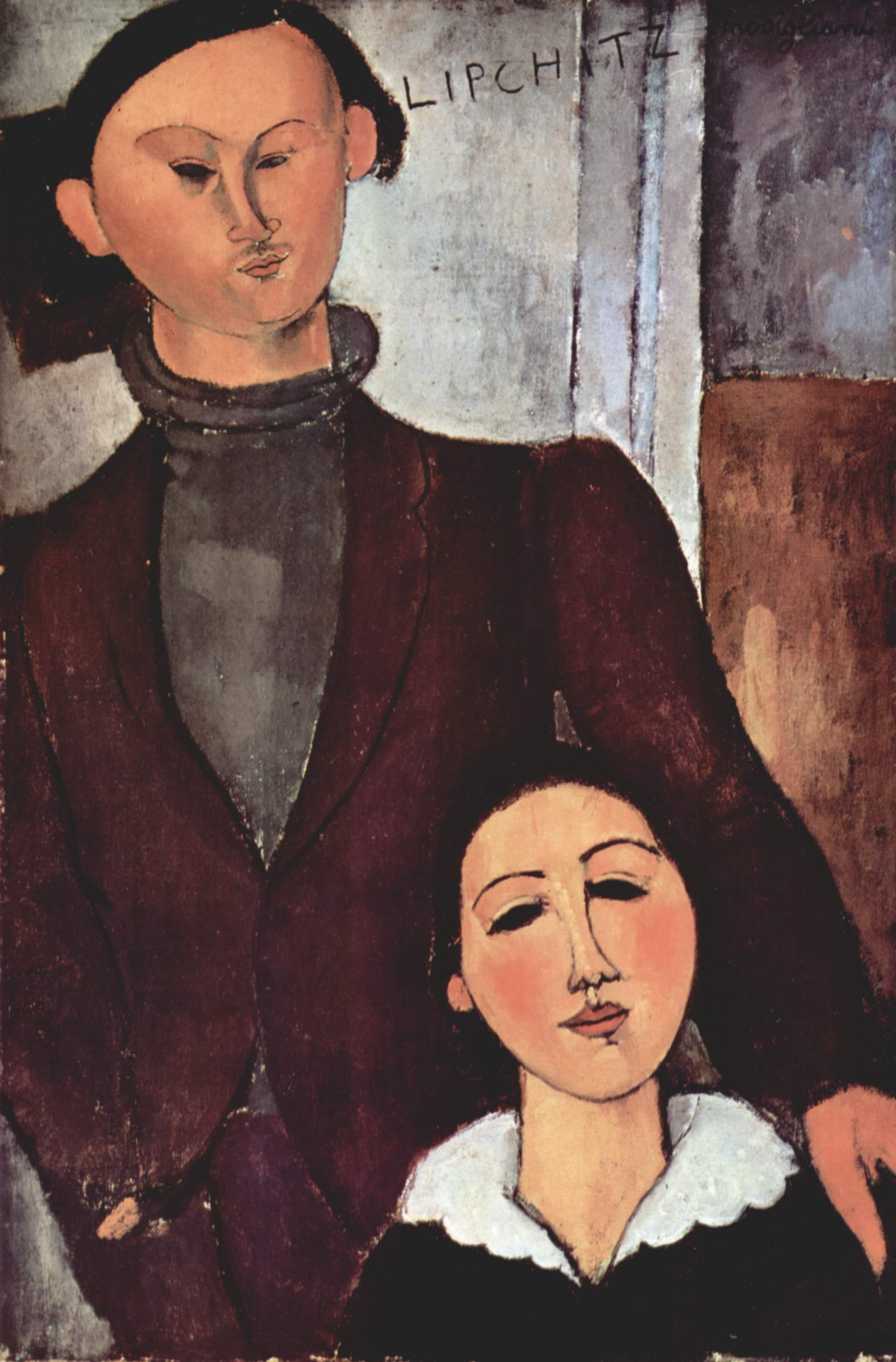
Retrat de Jaques i Berthe Lipchitz, 1916

La causa d'aquest violent rebuig de la seua obra inicial és motiu de considerables especulacions. Les tendències autodestructives poden haver sorgit de la seua tuberculosi i de la coneixença (o presumpció) que la malaltia l'havia abocat a una mort prematura; entre els artistes, hi havia molts que feien front a una especulació semblant, i la resposta típica era gaudir de la vida mentre durara, principalment implicant-se en capteniments autodestructius. Per a Modigliani aquest capteniment pot haver estat una resposta a la mancança de reconeixement; se sap que buscava la companyia d'altres artistes alcohòlics com ara Utrillo i Soutine, a la recerca de l'acceptació i el reconeixement de la seua obra per part dels seus col·legues.
El capteniment de Modigliani va impactar fins i tot en aquell ambient bohemi: s'embarcava en freqüents afers amorosos, bevia molt, i consumia absenta i haixix. Quan estava borratxo ignorava completament els convencionalismes socials. Va esdevenir el prototip de l'artista tràgic, creant una llegenda pòstuma gairebé tan coneguda com la de Vincent van Gogh.
Durant la dècada del 1920, arran de la carrera de Modigliani i incitats pels comentaris d'Andre Salmon unint el consum d'absenta i haixix amb la gènesi de l'estil de Modigliani, molts artistes van intentar emular-lo, iniciant un camí d'excessos bohemis i abús de drogues. Salmon va reivindicar —erròniament— que mentre que Modigliani va ser un artista completament corrent quan estava sobri,
| « | ...des del dia en què va començar a sotmetre's a certes fomes de llibertinatge, una llum inesperada va caure sobre ell, transformant el seu art. Des d'aquell dia, esdevingué un dels mestres més importants de l'art contemporani. | » |

Tot i que aquesta propaganda va ser una crida a la unitat d'aquells amb l'objectiu romàntic d'esdevenir artistes tràgics i maleïts, no va ser capaç de produir avanços ni tècniques artístiques innovadores en aquells que no tenien talent previ.
De fet, els historiadors de l'art suggereixen que és completament possible que Modigliani, per a produir les seues obres mestres, no haguera hagut d'immolar-se i destruir-se en la seua disbauxa. Només podem especular sobre què haguera pogut aconseguir de resultar il·lès de les seues exploracions autodestructives.

### Obra
Durant els primers anys a París, Modigliani va treballar a un ritme trepidant. No parava de fer esbossos, produint centenars de dibuixos cada dia. Tanmateix, la majoria de les seues obres s'ha perdut, destruïdes per ell mateix en considerar-les inferiors, abandonades en els seus freqüents canvis de domicili o regalades a amants que no saberen conservar-les.
Primer va estar influït per Henri de Toulouse-Lautrec, però al voltant de 1907 es va fascinar amb l'obra de Paul Cézanne. Tanmateix, va desenvolupar un estil molt personal que no pot classificar-se fàcilment ni comparar-se amb el d'altres artistes.
L'any 1910, als 26 anys, va conèixer el seu primer amor seriós, la poeta russa Anna Akhmatova. Tenien els respectius estudis al mateix edifici, i tot i que Anna, amb 21 anys, ja era casada, van començar un afer. Més alta que Modigliani, amb el cabell negre com ell, la pell pàl·lida i ulls d'un verd grisós, Anna personalitzava l'ideal estètic de Modigliani, i ambdós van quedar hipnotitzats l'un per l'altre. Malgrat tot, després d'un any, Anna va tornar amb el seu marit.

## Experiments amb l'escultura
L'any 1909, Modigliani va tornar a Livorno, malalt i cansat pels excessos. Aviat va tornar a París, aquesta vegada llogà un estudi a Montparnasse. Originalment va veure's a si mateix més com a escultor que com a pintor, i hi va ser encoratjat per Paul Guillaume, un jove i ambiciós marxant que es va interessar per la seua obra i el va presentar a l'escultor Constantin Brâncuşi.
Tot i que va exhibir una col·lecció d'escultures al Salon d'Automne l'any 1912, ho va deixar abruptament i es va concentrar únicament en la pintura.

### Qüestió d'influències
En l'obra de Modigliani es troben evidències de la influència de l'art primitiu d'Àfrica i Cambodja que havia tingut ocasió de veure en el Musée de l'Homme, però les seues estilitzacions semblen procedir més aviat del fet haver-se trobat envoltat d'escultures medievals durant els seus estudis al nord d'Itàlia (això no obstant, no hi ha declaracions del mateix Modigliani, a diferència de Picasso i d'altres artistes, que puguen confirmar que se sentira influït per l'escultura ètnica o de qualsevol altre tipus). Un possible interès en les màscares tribals africanes sembla evident en els seus retrats. Tant en la seua escultura com en la seua pintura, els rostres dels seus models s'assemblen a les de l'antic art egipci per la seua aparença plana i semblant a una màscara, amb els característics ulls en forma d'ametla, llavis arrufats, nassos torçuts i colls allargats. No obstant això, aquestes mateixes característiques són pròpies de l'escultura i la pintura medievals europees.
Modigliani va pintar una sèrie de retrats d'artistes i amics contemporanis seus a Montparnasse: Chaim Soutine, Moise Kisling, Pablo Picasso, Diego Rivera, Marie "Marevna" Vorobyev-Stebeslka, Juan Gris, Max Jacob, Blaise Cendrars, i Jean Cocteau, tots en interpretacions estilitzades.
En esclatar la Primera Guerra Mundial, Modigliani va intentar allistar-se en l'exèrcit, però va ser rebutjat a causa de la seua dolenta salut.

## Els anys de guerra
Conegut com a Modì pels parisencs, que era la pronunciació francesa del mot 'maudit' (maleït) i com Dedo per la seua família i amics, Modigliani va ser un home ben plantat, que cridava l'atenció de les dones.
Moltes dones havien entrat i eixit de la seua vida quan va conèixer Beatrice Hastings. Va romandre amb ella almenys dos anys; va ser la model de molts dels seus quadres, incloent-hi Madame Pompadour.
Quan la pintora britànica Nina Hamnett va arribar a Montparnasse l'any 1914, en la seua primera nit, un home que somreia en la taula del costat en un café, va presentar-se a si mateix com Modigliani; pintor i jueu. Esdevingueren uns grans amics.
L'any 1916, Modigliani es va fer amic del poeta i marxant polonès Leopold Zborovski i la seua muller, Anna.

## Jeanne Hébuterne
L'estiu següent, l'escultora russa Chana Orloff li va presentar una bella estudiant d'art de 19 anys, Jeanne Hébuterne, que havia posat per a Foujita. Procedent de la burgesia més conservadora, Hébuterne va ser repudiada per la seua molt devota catòlica família a causa de la seua relació amb el pintor, en qui veien un disbauxat vagabunt, i que a més era jueu. Malgrat les objeccions de la seua família, aviat van posar-se a viure plegats.
El 3 de desembre de 1917, Modigliani va obrir la seua primera exposició en solitari a la Galeria Berthe Weill. El cap de policia de París es va mostrar escandalitzat pels nus de Modigliani i va forçar el tancament de l'exhibició poques hores després de la seua obertura.
Després que ell i Hébuterne es traslladaren a Niça, ella es va quedar embarassada, i el 29 de novembre de 1918 va donar a llum una xiqueta a qui van posar el nom de Jeanne (1918-1984).

## Niça
Durant un viatge a Niça, concebut i organitzat per Leopold Zborovski, Modigliani, Tsuguharu Foujita i altres artistes van intentar vendre les seues obres als rics turistes. Modigliani va aconseguir vendre algunes obres, però només per alguns francs la unitat. Malgrat tot, durant aquest temps va produir la major part de les obres que després esdevindrien més populars i valorades.
Durant la seua vida va vendre algunes obres, però mai per quantitats significatives de diners. Tots els diners que guanyava s'esvanien ràpidament a causa dels seus costums.
Al maig de 1919 va tornar a París, on, amb Hébuterne i la seua filla, van llogar un apartament a la rue de la Grande Chaumière. Ací, Jeanne Hébuterne i Amedeo Modigliani van pintar-se retrats l'un de l'altre i els dos plegats.

## Mort
Tot i continuar pintant, la salut de Modigliani es va deteriorar ràpidament, i els seus esvaniments causats per l'alcohol van esdevenir cada vegada més freqüents.
L'any 1920, després de dies sense saber d'ell, els seus veïns de sota van entrar a la casa, i trobaren Modigliani al llit, delirant, sostingut per Hébuterne, que estava embarassada de nou mesos. Van cridar un doctor, però poc podia fer-se perquè Modigliani patia una malaltia que llavors era incurable: la meningitis tuberculosa.
Modigliani va morir el 24 de gener de 1920. Va haver-hi un enorme funeral, al qual va assistir la comunitat artística de Montmartre i Montparnasse.
Hébuterne es va refugiar a casa dels seus pares, on, inconsolable, es va llançar des de la finestra d'un cinquè pis dos dies després de la mort de Modigliani, matant-se ella i l'infant nonat. Modigliani va ser soterrat al cementiri del Père-Lachaise. Hébuterne va ser soterrada al Cimetière de Bagneux, prop de París, i no va ser fins al 1930 que la seua eixuta família va permetre traslladar el seu cos al costat del de Modigliani.
Modigliani va morir pobre de solemnitat —havent fet només una exposició en solitari i havent hagut de bescanviar els seus quadres per dinars en restaurants. Si haguera viscut fins a la dècada del 1920, quan els diners dels col·leccionistes nord-americans va inundar París, la seua fortuna ben bé podia haver canviat. Des de la seua mort, la seua reputació ha estat en ascens. La seua vida ha merescut nou novel·les, una obra de teatre, un documental i tres pel·lícules.

## Després de la seua mort
La germana de Modigliani, que vivia a Florència, va adoptar la filla d'aquell, de 15 mesos d'edat. En la seua maduresa va escriure una biografia de son pare titulada Modigliani: Home i Mite.
La gran demanda de les seves obres anys després de la seva mort i la manca d'un catàleg raonat reconegut ha propiciat l'aparició de pintures falsament seves. El 1972, el crític Ambrogio Ceroni va confeccionar una llista de 337 obres de Modigliani que, tot i tenir algunes incorreccions, ha estat considerada la llista més fiable per part de les principals cases de subhastes. L'any 2014, Christian Parisot, president de l'Institut Modigliani de Roma, va ser processat judicialment per autenticar obres falses. Temps abans, Marc Restellini, un erudit francès que treballava en una revisió per mirar de crear un catàleg més ajustat a la realitat, va haver d'abandonar el projecte després de rebre amenaces de mort.
Entre les pel·lícules dedicades a la vida de Modigliani cal esmentar: 
- Les Amants de Montparnasse, de Jacques Becker (1958)
- Modigliani, de Michael Davis (2004) protagonitzada per Andy Garcia.

## Pintures selectes
- Cap de dona amb barret (1907)
- Retrat de Juan Gris (1915)
- Noia pèl-roja (1915)
- Paul Guillaume, Novo Pilota (1915)
- Antonia (1915)
- Dona amb cinta de vellut (1915)
- Retrat de Jean Cocteau (1916)
- Nu reclinat (1917)
- El jove aprenent (1917-1919)
- Retrat de Jeanne Hébuterne (1918)
- Retrat de Marios Varvoglis (1920)[14]

## Escultures selectes
(Només s'han conservat 27 escultures de Modigliani.)
- Cap de dona (1910/1911).
- Cap (1911-1913).
- Cap (1911-1912).
- Cap (1912).
- Cariàtide Rosa (1914).